# Licence publique de l'Union européenne
La licence publique de l'Union européenne (EUPL pour European Union Public License) est une licence de logiciel qui a été créée et approuvée par la Commission européenne. Il s'agit d'une licence libre.

## Origine et gestation
La première version, estampillée 1.0, de l'EUPL a été entérinée le 9 janvier 2007. La version suivante est la version 1.1, qui a été entérinée par la Commission européenne le 9 janvier 2009. La licence est disponible dans 22 langues officielles de l'Union européenne. Toutes les versions linguistiques ont la même valeur. La licence EUPL v.1.1 est certifiée conforme à la définition de l'open source (OSD) par l'OSI (Open Source Initiative) depuis le 4 mars 2009.
La Commission européenne, via son programme IDABC (Interoperable Delivery of European eGovernment Services to public Administrations, Business and Citizens), a souhaité diffuser à des administrations ses outils de communication. Afin de faciliter les échanges et les mutualisations, le besoin de donner sous licence libre les logiciels concernés s'est créé. L'idée d'une licence européenne libre venait de naître.
Le premier brouillon de la licence a été publié en juin 2005. Le 9 janvier 2007, les 27 commissaires de la Commission européenne approuvaient la version 1.0. Au 9 janvier 2009, la Commission approuvait une version 1.1 mise à jour, publiée en 22 versions linguistiques de même valeur.
La dernière version de l'EUPL est 1.2, approuvée le 18 mai 2017 et publiée en 23 langues dans le Journal Officiel du 19 mai (OJ 19/05/2017 L128 p. 59–64).

## Objectif général
La licence a pour objectif d'être conforme aux différents droits d'auteur établis dans les 27 pays de l'Union européenne, lesquels utilisent principalement cette licence, afin de communiquer. De plus, elle vise à préserver l'interopérabilité (il s'agit de la capacité de matériels, de logiciels ou de protocoles différents à fonctionner ensemble et à partager des informations) avec les autres logiciels opensource, tels que ceux de la licence GNU, notamment avec des logiciels dont les administrations ont besoin également. Chaque pays membre peut alors jouir et partage des différents logiciels qui sont sous cette licence EUPL. Le fait qu'elle soit opensource permet au licencié de l'utiliser, de l'analyser et de l'adapter à ses besoins ainsi que de redistribuer le logiciel.
La licence EUPL est à la fois copyleft et compatible (ou interopérable au cas où une œuvre distribuée combine des sources obtenues sous diverses licences). Le principe du copyleft oblige le contributeur à accorder aux licenciés successifs les mêmes droits que ceux dont il a bénéficié. On peut donc supposer que cette licence est libre et qu'elle peut être utilisée avec d'autres licences libres telles que celles qui sont citées plus bas dans l'article.

## Conditions d'utilisation
La licence comporte plusieurs conditions comme l'interdiction d'utiliser une œuvre qui n'est pas autorisé par cette dernière. Il y a une clause résolutoire, si le licencié ne respecte pas une des conditions de la licence, il verra la licence être résolue, c'est-à-dire que l'on met fin aux droits du licencié et à la licence. Cela ne s'applique pas aux autres licences concédées, seulement à celle dont le licencié est fautif. Le licencié a la possibilité d'utiliser l’œuvre pour tout usage, a le droit de la reproduire et de la modifier, permettant ainsi la création d’œuvres dérivées (il s'agit des œuvres ou logiciels qui ont été créés sur la base de l'œuvre originale ou des modifications qui y auraient été appliquées), le droit de communiquer l’œuvre au public, et peut également la mettre à disposition de ce dernier, ainsi que faire des copies et des représentations publiques, de distribuer l’œuvre ou des copies, de la prêter ou de la louer et d'accorder des droits sur l’œuvre ou des copies par le biais de sous licence. S'il modifie la licence, le licencié doit le noter et ne doit pas effacer les mentions de propriété intellectuelle des auteurs précédents.
Le licencié ne paie pas pour la durée des droits de protection et l'usage de la licence est non exclusive.
Le licencié reçoit soit le code objet, soit le code source. Dans le cas où l’œuvre est communiqué par le code objet, la personne qui donne la licence doit communiquer les copies de l’œuvre avec un exemplaire qui est lisible par la machine du code source, ou bien, le donneur de licence doit dire au licencié où se trouve le code source, il doit y accéder facilement et gratuitement, et pour la durée de la licence, à la suite de la déclaration relative du droit d'auteur.
L'article 272 du traité sur le fonctionnement de l'Union européenne prévoit que les litiges provenant de la licence EUPL comprenant des institutions ou des agences de l'Union européenne, relèvent de la juridiction de la Cour de justice de l'Union européenne. Le droit applicable est donc celui du pays dans lequel le donneur de licence réside. En revanche, si le donneur de licence ne vit pas ou n'a pas son siège social dans l'un des États membres de l'Union européenne, alors c'est le droit belge qui est applicable.

## Public visé
La cible est principalement les administrations publiques de l'Union européenne et de ses États membres, même si tout le monde peut utiliser la licence EUPL. Fin 2016, le site Github a fait état de 15 000 références, sans que l'on puisse dire s'il s'agit de projets ou de fichiers.
À l’origine, cette licence était destinée à être utilisée pour la distribution de logiciels développés dans le cadre du programme IDABC, bien que (étant donné sa portée générale), elle est également adaptée pour l'utilisation par tout développeur de logiciel. Son objectif principal est la conformité avec le droit d'auteur dans les 27 États membres de l'Union européenne, tout en conservant la compatibilité avec les logiciels open source tels que ceux distribués sous la licence publique générale GNU.
Les premiers logiciels IDABC mentionnés sont l’outil de groupe CIRCA, IPM et les spécifications G2G, G2C, G2B du logiciel eLink. Depuis le lancement (en octobre 2008) de l'Observatoire européen « Open Source Observatory and Repository » lequel a été migré sur un site collaboratif (Joinup.eu) fin 2011, un certain nombre d'autres logiciels, produits principalement par les administrations européennes, sont distribués sous licence EUPL.
En 2024, l'adoption et l'entrée en vigueur du "Règlement pour une Europe Interopérable" étend l'obligation de proposer (sans exclusive) l'EUPL à tous les portails des services publics des États membres proposant du logiciel libre, qui seront interconnectés avec le portail «Europe interopérable» (article 8-3).

## Philosophie
Dans un article soumis à discussion de novembre 2023, « The seven pillars of wisdom », publié dans le cadre de l'adoption du Règlement pour une Europe Interopérable (Interoperable Europe Act), l’auteur de l’EUPL-1.2 donne quelques explications sur les principes directeurs du texte de l’EUPL.
On trouvera aussi des informations dans les "Guidelines 2021" publiées (en anglais) par l'Office des Publications de l'UE.

## Particularités
L'EUPL :
- existe dans 23 langues de l'Union (toutes sauf l'irlandais gaélique).
- est valable quelle que soit la langue de la licence. Il n'y a aucune prédominance d'une traduction sur une autre.
- respecte les usages contractuels de l'ensemble des États membres et de l'Union. Moins « d'insécurité juridique » dans l'application qui pourrait être faite par les tribunaux.
- est à la fois « copyleft » et compatible (ou inter-opérable avec d'autres licences).
- s'applique quel que soit le mode de distribution de l'œuvre (notamment en ligne ou via un réseau).

## Compatibilité avec les autres licences libres
Les versions de l'EUPL 1.1 et 1.2 listent exhaustivement des licences déclarées compatibles :
- General Public License (GPL) v. 2  (v.3 ajoutée dans la version 1.2)
- Open Software License (OSL) v. 2.1, v. 3.0
- Common Public License v. 1.0
- Eclipse Public License v. 1.0
- CeCILL v. 2.0, 2.1
- AGPL (dans la version 1.2)
- LGPL (dans la version 1.2)
- MPL (dans la version 1.2)
- LiLIQ-R & R+ (dans la version 1.2)

On peut remarquer que la GPLv3 et l'AGPL qui n'étaient pas listées dans la version 1.1 le sont dans la version 1.2.
Dans sa collection « EUPL », la Commission Européenne publie depuis mi-2019 un outil de sélection et de comparaison de licences libres : le « Joinup Licensing Assistant », qui analyse les caractéristiques de l'EUPL et de plus de 50 licences, avec accès à leur identifiant standardisé SPDX et à leur texte intégral.